# Casa de Domingo Faustino Sarmiento
La Casa de Domingo Faustino Sarmiento es un inmueble ubicado en la localidad de Pocuro, comuna de Calle Larga, Región de Valparaíso, Chile. Ocupada como residencia y escuela por el intelectual argentino Domingo Faustino Sarmiento en su exilio en Chile, fue declarado monumento nacional de Chile, en la categoría de monumento histórico, mediante el Decreto Exento n.º 787, del 11 de julio de 1997.

## Historia
Desde 1831 el intelectual argentino Domingo Faustino Sarmiento vivió un exilio en Chile, donde se dedicó a la creación de las Escuelas Normales. Además de esta labor, destacaron sus facetas de escritor, periodista y profesor.
Ejerció esta última labor primero en Los Andes, y luego en Pocuro, que abrió en el lugar donde fijó su residencia. De esa época se mantienen en el inmueble varios objetos de la época. El terremoto de 2010 dejó graves daños a la casa.

## Descripción
Consiste en una edificación de un total de 182 m² de estilo neocolonial, construida en adobe.